# Coleogyne ramosissima

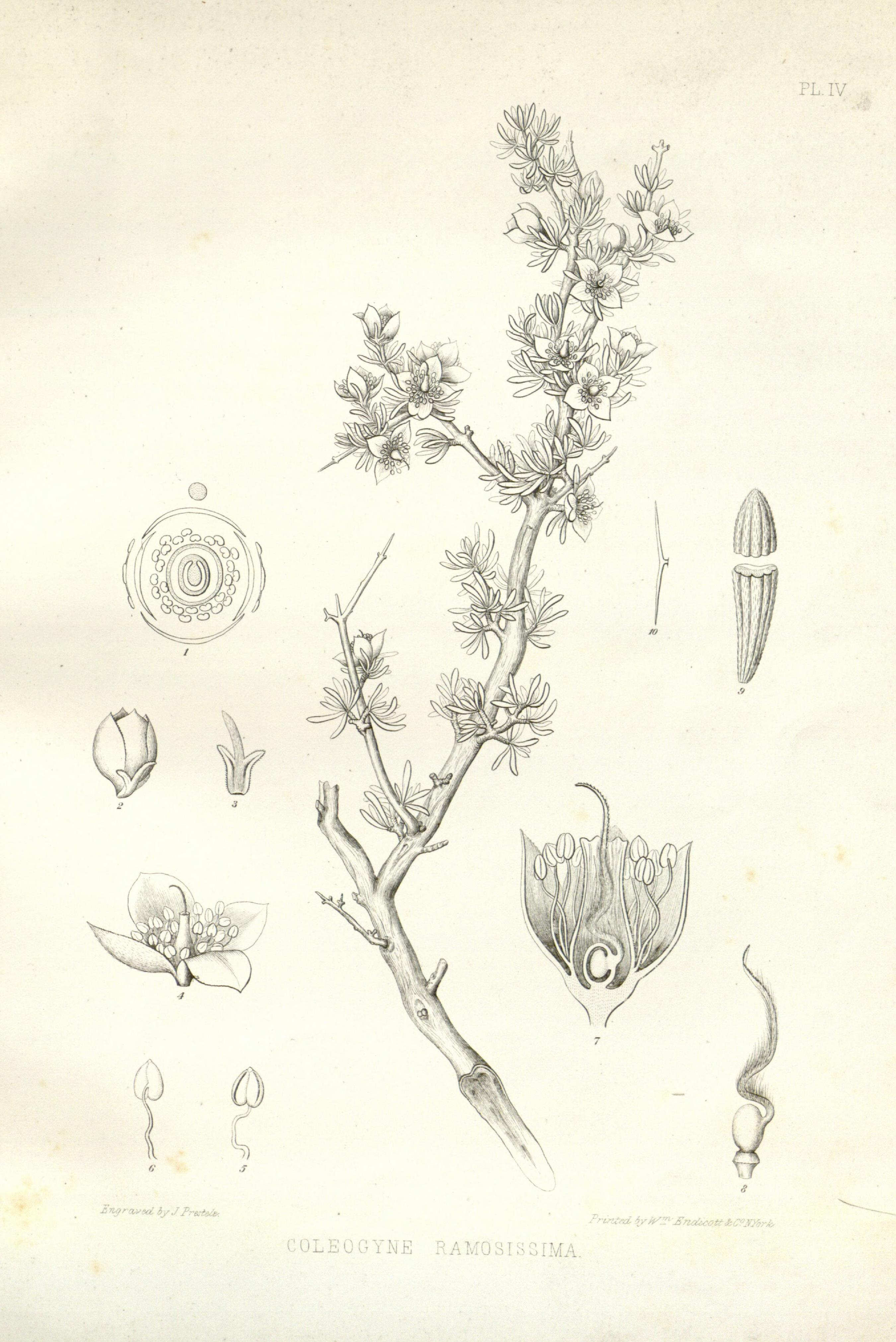
Illustration

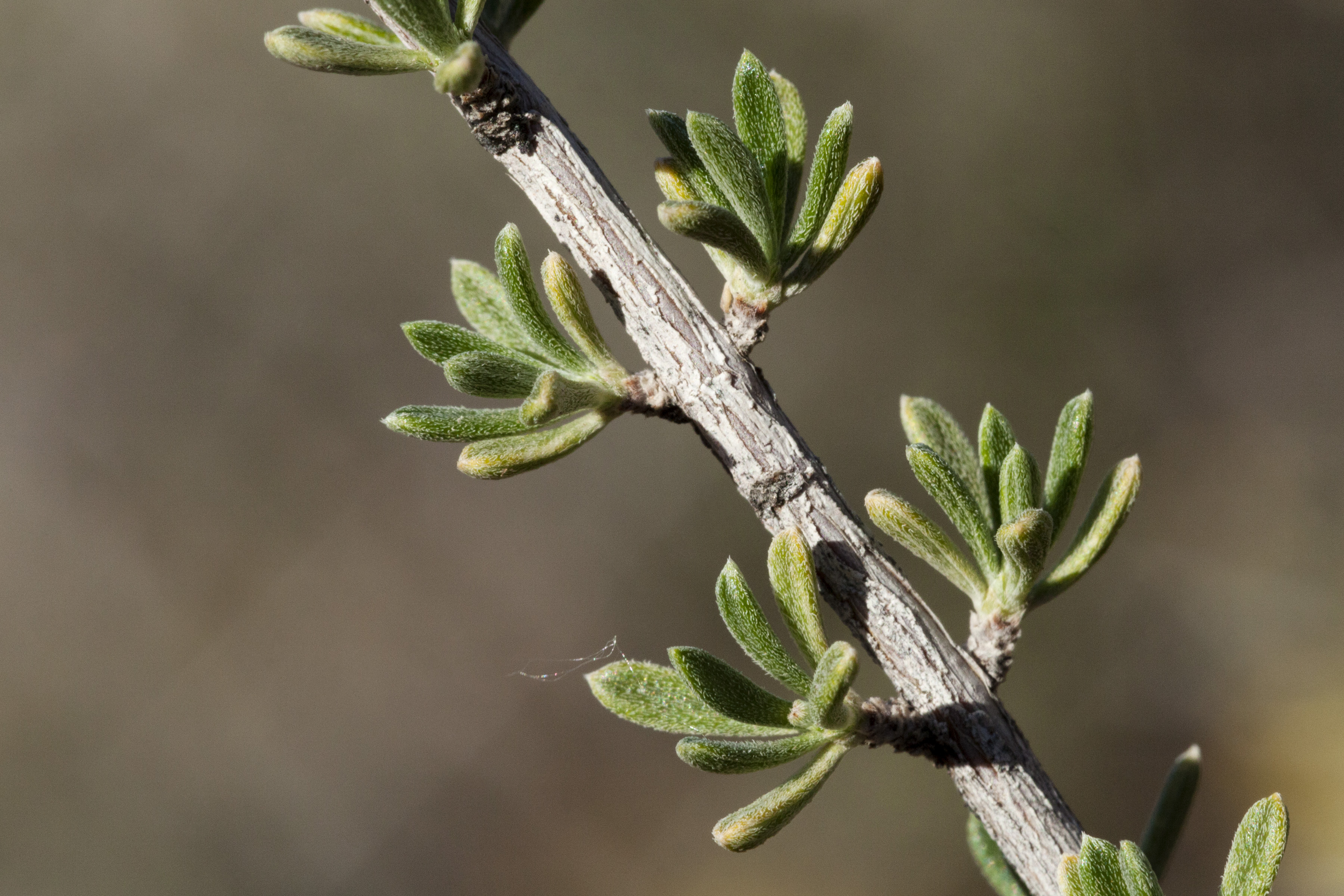
Laubblätter

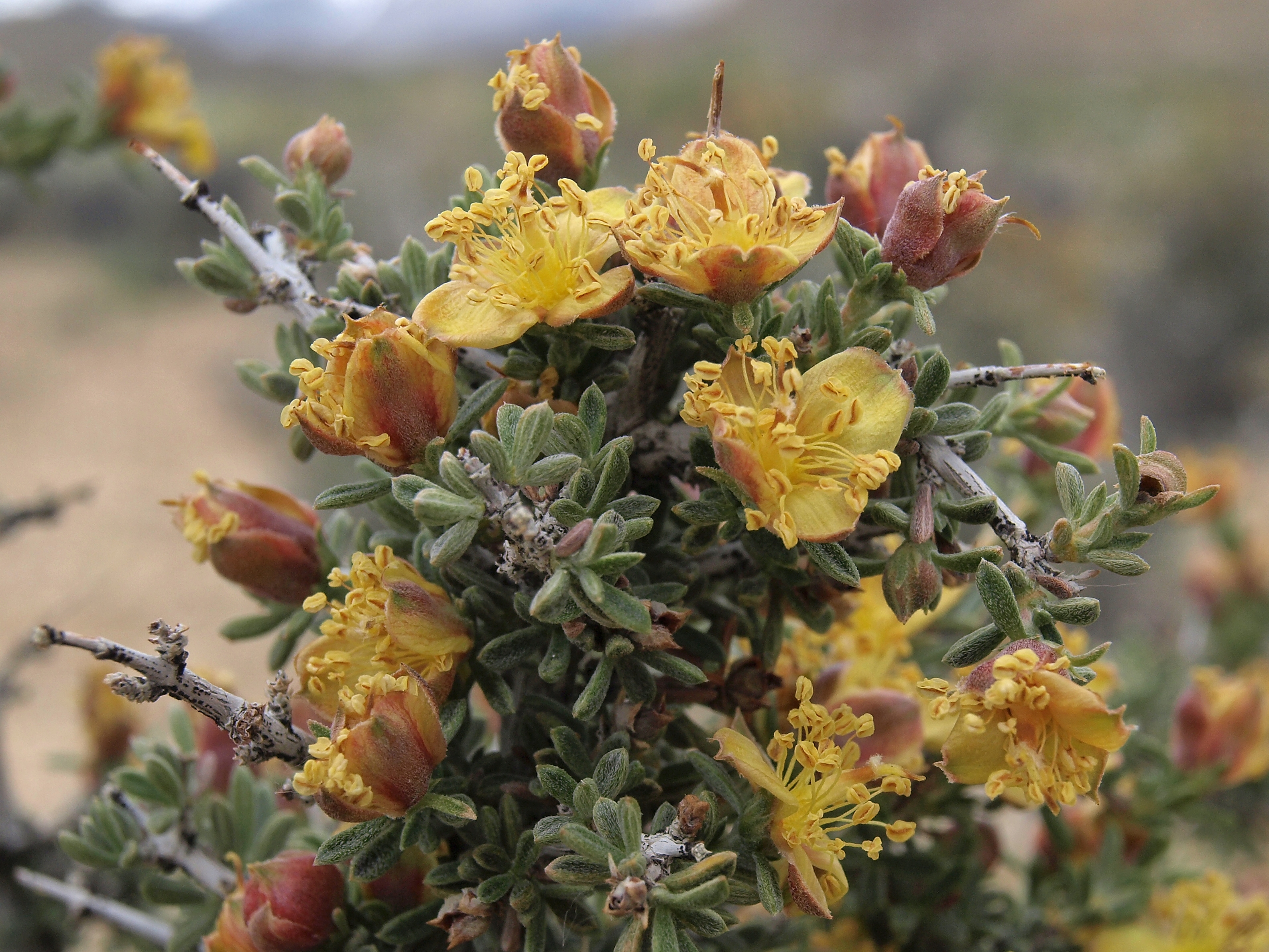
Blütenstand

Coleogyne ramosissima oder der Blackbrush ist eine Pflanzenart aus der Familie der Rosengewächse (Rosaceae). Sie ist in den Wüstenregionen des südwestlichen Nordamerikas heimisch und wird als robuste Strauchart angesehen, die sich an sehr trockene und aride Bedingungen anpasst.
Es ist die einzige Art der Gattung Coleogyne.

## Beschreibung
Coleogyne ramosissima ist ein halbimmergrüner, aromatischer Strauch oder Zwergstrauch, der normalerweise eine Höhe von etwa 0,3 bis 2 Metern erreicht. Er zeichnet sich durch dichte, reich verzweigte feinborstige, steife, graue Zweige aus. Die gegenständig büschelig angeordneten, sehr kleinen, bis 15 Millimeter langen und sitzenden, leicht eingefalteten, ganzrandigen, dickledrigen Laubblätter sind spitz bis bespitzt oder stachelspitzig, feinborstig, schmal verkehrt-eiförmig, unterseits rippig. Sie haben eine weißliche Behaarung die dazu beiträgt Wasser zu konservieren und Verdunstung zu reduzieren. Es sind beständige, minimale und spitze Nebenblätter vorhanden.
Die Blüten erscheinen einzeln und endständig. Es sind zwei oder vier kleine, dreiteilige Deckblätter vorhanden. Die zwittrigen und kurz gestielten, meist vier- bis fünfzähligen Blüten sind bis etwa 1,3 Zentimeter groß, gelblich bis orange, rötlich, mit meist einfacher Blütenhülle. Die Krone fehlt meistens, kann aber vorkommen und ist dann abfallend. Es ist ein kleiner, ledriger Blütenboden ausgebildet, der röhrig, oben gezähnt, innen dicht, fein behaart, um dem Fruchtknoten herum verlängert ist. Die petaloiden, innen gelben, eiförmigen Kelchblätter stehen in zwei leicht ungleichen Paaren, sie sind bespitzt bis spitz, leicht bootförmig und außen behaart. Es sind einige (20–40) Staubblätter mit schlanken Staubfäden, die unten und außen an der Blütenbecherröhre angeheftet sind, vorhanden. Der einkammerige Fruchtknoten ist mittel- bis oberständig mit seitlichem, gebogenem, pfriemlichem, im unteren Teil behaartem Griffel und herablaufender Narbe.
Die 4–6 Millimeter langen Früchte sind kleine, nieren- bis halbmondförmig, rot-braune, kahle, ledrige, geschnäbelte, etwas schwammige Achänen im Kelch und Blütenbecher.

## Verbreitung
Coleogyne ramosissima ist in den trockenen Wüsten- und Halbwüstenregionen des südwestlichen Nordamerikas beheimatet, einschließlich Teilen von Arizona, Kalifornien, Nevada, Utah und New Mexico. Der Strauch wächst oft in sehr trockenen und kargen Böden, in denen nur wenig Wasser verfügbar ist. Er ist ein wichtiger Bestandteil der Pflanzengemeinschaften in diesen Regionen und spielt eine Schlüsselrolle bei der Stabilisierung des Bodens und dem Schutz vor Erosion.
Sie bildet fast reine Stände auf großen Flächen. Der Blackbrush blüht von März bis Mai und vermehrt sich aus Samen. Frucht- und Samenbildung tritt nur in Jahren guter bis reichlicher Niederschläge auf.